# Francis Beaufort
Sir Francis Beaufort (7. května 1774, Navan, Irsko – 17. prosince 1857, Hove, Sussex) byl irský hydrograf a kontradmirál britského Královského námořnictva.
Je tvůrcem po něm pojmenované stupnice pro odhad síly větru a Beaufortovy šifry. Jeho jméno nese Beaufortovo moře v Severním ledovém oceánu a taktéž Beaufortův ostrov a Beaufortova zátoka[zdroj⁠?!] v Antarktidě.